# Giovanni Nicolucci
Giovanni Nicolucci, O.A.D. (řeholním jménem: Jan od svatého Viléma; 15. července 1552 Montecassiano – 14. srpna 1621 Batignano) byl italský římskokatolický duchovní a bosý augustinián.

## Život
Narodil se 15. července 1552 v Montecassianu jako syn Francesca Nicolucciho a Francescy Piccinotti. Ve třinácti letech osiřel. Poté, co prodal veškerý svůj zděděný majetek, aby splatil otcovy dluhy, se ho ujala rodina bohatého spoluobčana Bartolomea Quattriniho, která mu umožnila dokončit studium.
Roku 1568 vstoupil do noviciátu Řádu poustevníků svatého Augustina v klášteře svatého Marka v rodné obci. Roku 1574 byl vysvěcen na jáhna a za dva roky na kněze. Při příležitosti jeho první mše životopisci uvádějí zázrak, kdy se díky jeho modlitbám uzdravil jeho bratranec.
V následujících letech byl na příkaz svých nadřízených poslán nejprve do Ferma, poté do Benátek, do Rimini a zpět do Benátek, aby dokončil studium filozofie a teologie. Roku 1581 byl přidělen do Padovy, kde přijal titul lektora teologie a kde se v roce 1583 stal obětí sporu. Byl odsouzen na rok ve vězení. Po návratu do oblasti Marche se přestěhoval do Sulmony, kde čtyři roky působil jako lektor a učitel filozofie a teologie v klášteře celestinských otců. Následně byl jmenován novicmistrem v klášteře svatého Felixe v Gianu.
Byl známý pro asketický styl života. Všude byl ceněn pro svou pokoru, hloubku intelektu a učitelské schopnosti. Úcta ostatních ho trápila natolik, že požádal o přeložení do jiného kláštera. Roku 1590 byl poslán do Perugie, ale stejného roku byl jmenován převorem v Camerinu. Roku 1592 byl přeložen jako převor do Montecassiana, kde založil nedělní školu katechismu.
Toužil po životě v samotě a modlitbě. Roku 1594 požádal svého provinciála, aby se uchýlil do poustevny v Castelfidardu, ale protože se jeho sláva rozšířila po celé oblasti, nakonec mu bylo dovoleno uchýlit se do poustevny mimo provincii. Dostal povolení žít v poustevně Monteacuto (nyní Montauto, poblíž Anghiari), známé také jako Madonna della Sassetta, kde pobýval dva roky. Poté odešel do kdysi velkolepého opatství Malavalle neboli Stabulum Rhodis v pohoří Maremma Grossetana. Napodoboval zde život svatého poustevníka Viléma z Malavalle.
Se svolením svého řádu praktikoval poustevnický život a řídil si ho podle vlastních potřeb. Spojoval život pokání střídaný s kontemplativní modlitbou a aktivním kněžským nasazením mezi místními obyvateli. Místní biskup Clemente Politi považoval za nejlepší využít jeho přínosu k evangelizaci nejchudších a nejzaostalejších obyvatel diecéze Grosseto. Svou misijní činnost zahájil v obci Sassofortino, kde si získal mnoho lidí a pokračoval do celého území diecéze.
Nejvíce ho přitahovala vesnice Tirli, která byla roku 1580 zničena osmanskými piráty. Přeživší obyvatelstvo zde žilo v téměř primitivním stavu v chatrčích bez jakékoliv občanské a duchovní autority. Požádal biskupa, aby se mohl ujmout vzdělání místních obyvatel a pokusit se reorganizovat jejich komunitní život. S pomocí biskupa a Toskánského velkovévodství (zejména velkovévodkyně Kristiny Lotrinské) nejprve nechal postavit kostel svatého Ondřeje a klášter. Usadili se zde poustevníci z Malavalle. Roku 1613 započal stavbu poustevny Svaté Ježíšovi tváře, která se stala známou jako poustevna svaté Anny.
V tomto období se začala šířit kongregace Bosých augustiniánů. Její životní styl se vyznačoval především přísnějším dodržováním augustiniánské řehole, mlčením a vytrvalostí v modlitbě, jednoduchostí, ale především pokorou. Tento nový směr velmi přitahoval otce Giovanniho a začal udržovat kontakty s poustevnickou komunitou v Leccetu. Jeho přechod k bosým augustiniánům zapříčinila jeho touhu stáhnout se do ústraní a vzdát se vedení kláštera v Tirli. Oficiálně přešel do nového řádu roku 1621 se souhlasem papeže Řehoře XV., který jej zprostil noviciátu.
Byl zřízen nový klášter v Batignanu, kde se usadil spolu s dvěma bratry. Zemřel 14. srpna 1621.

## Proces svatořečení
Proces byl zahájen krátce po jeho smrti. Dne 21. září 1770 uznal papež Klement XIV. jeho hrdinské ctnosti.